# Pacanów (gmina)
Pacanów – gmina miejsko-wiejska w województwie świętokrzyskim, w południowo-wschodniej części powiatu buskiego. W latach 1975–1998 gmina położona była w województwie kieleckim.
Siedziba gminy to Pacanów.
W 2010 r. gminę zamieszkiwało 7007 osób.

## Historia
W okresie Królestwa Polskiego gmina należała do powiatu stopnickiego w guberni kieleckiej. 1 stycznia?/13 stycznia 1870 do gminy przyłączono pozbawiony praw miejskich i przekształcony w osadę miejską Pacanów.

## Struktura powierzchni
1 stycznia 2011 r. powierzchnia gminy wynosiła 124,58 km².
W 2007 r. 87% obszaru gminy stanowiły użytki rolne, a 2% – użytki leśne.

## Miejscowości
| Miejscowości podstawowe i ich integralne części gminy Pacanów, obszar wiejski. | Miejscowości podstawowe i ich integralne części gminy Pacanów, obszar wiejski. | Miejscowości podstawowe i ich integralne części gminy Pacanów, obszar wiejski. | Miejscowości podstawowe i ich integralne części gminy Pacanów, obszar wiejski. | Miejscowości podstawowe i ich integralne części gminy Pacanów, obszar wiejski. |
| Identyfikator SIMC | Nazwa miejscowości                                                             | Rodzaj miejscowości                                                            | Miejscowość podstawowa                                                         | Położenie geograficzne                                                         |
| --- | ------------------------------------------------------------------------------ | ------------------------------------------------------------------------------ | ------------------------------------------------------------------------------ | ------------------------------------------------------------------------------ |
| 0258170 | Biechów                                                                        | wieś                                                                           |                                                                                | 50°22′33″N 20°59′36″E/50,375833 20,993333                                      |
| 0258187 | Biechów Dolny                                                                  | przysiółek wsi                                                                 | Biechów                                                                        | 50°22′15″N 20°59′32″E/50,370833 20,992222                                      |
| 0258193 | Biechów Duży                                                                   | część wsi                                                                      | Biechów                                                                        | 50°22′46″N 20°59′45″E/50,379444 20,995833                                      |
| 0258253 | Biskupice                                                                      | wieś                                                                           |                                                                                | 50°24′12″N 21°06′29″E/50,403333 21,108056                                      |
| 0258402 | Błonie                                                                         | część wsi                                                                      | Kępa Lubawska                                                                  | 50°19′19″N 21°03′10″E/50,321944 21,052778                                      |
| 0258520 | Błonie                                                                         | część wsi                                                                      | Książnice                                                                      | 50°23′10″N 21°05′26″E/50,386111 21,090556                                      |
| 0258595 | Błonie                                                                         | część wsi                                                                      | Oblekoń                                                                        | 50°19′48″N 21°00′15″E/50,330000 21,004167                                      |
| 0258827 | Błonie                                                                         | część wsi                                                                      | Rataje Karskie                                                                 | 50°21′55″N 21°03′17″E/50,365278 21,054722                                      |
| 0258900 | Błonie                                                                         | część wsi                                                                      | Rataje Słupskie                                                                | 50°20′55″N 21°02′51″E/50,348611 21,047500                                      |
| 0259206 | Błonie                                                                         | część wsi                                                                      | Zborówek                                                                       | 50°23′00″N 21°06′20″E/50,383333 21,105556                                      |
| 0258773 | Chałupki                                                                       | część wsi                                                                      | Podwale                                                                        | 50°20′46″N 21°00′25″E/50,346111 21,006944                                      |
| 0258276 | Chrzanów                                                                       | wieś                                                                           |                                                                                | 50°24′10″N 20°59′47″E/50,402778 20,996389                                      |
| 0258359 | Dębniak                                                                        | część wsi                                                                      | Karsy Małe                                                                     | 50°23′14″N 21°04′59″E/50,387222 21,083056                                      |
| 0258916 | Gajówka                                                                        | część wsi                                                                      | Rataje Słupskie                                                                | 50°20′02″N 21°01′46″E/50,333889 21,029444                                      |
| 0259330 | Gołożyny                                                                       | kolonia wsi                                                                    | Zołcza-Ugory                                                                   | 50°21′30″N 20°57′51″E/50,358333 20,964167                                      |
| 0258945 | Góra                                                                           | część wsi                                                                      | Słupia                                                                         | 50°23′03″N 21°02′29″E/50,384167 21,041389                                      |
| 0258419 | Górka                                                                          | część wsi                                                                      | Kępa Lubawska                                                                  | 50°19′21″N 21°02′54″E/50,322500 21,048333                                      |
| 0258603 | Górki                                                                          | część wsi                                                                      | Oblekoń                                                                        | 50°20′21″N 20°59′44″E/50,339167 20,995556                                      |
| 0258307 | Grabowica                                                                      | wieś                                                                           |                                                                                | 50°22′12″N 21°05′21″E/50,370000 21,089167                                      |
| 0258951 | Gródza                                                                         | część wsi                                                                      | Słupia                                                                         | 50°22′19″N 21°03′16″E/50,371944 21,054444                                      |
| 0258610 | Isep                                                                           | część wsi                                                                      | Oblekoń                                                                        | 50°19′21″N 20°58′56″E/50,322500 20,982222                                      |
| 0258626 | Ispówka                                                                        | część wsi                                                                      | Oblekoń                                                                        | 50°19′08″N 20°59′31″E/50,318889 20,991944                                      |
| 0259070 | Kaczyniec                                                                      | część wsi                                                                      | Wola Biechowska                                                                | 50°22′22″N 21°01′13″E/50,372778 21,020278                                      |
| 0258425 | Kapłanówka                                                                     | część wsi                                                                      | Kępa Lubawska                                                                  | 50°19′40″N 21°02′45″E/50,327778 21,045833                                      |
| 0258320 | Karsy Dolne                                                                    | wieś                                                                           |                                                                                | 50°22′41″N 21°04′06″E/50,378056 21,068333                                      |
| 0258336 | Karsy Duże                                                                     | wieś                                                                           |                                                                                | 50°23′04″N 21°03′34″E/50,384444 21,059444                                      |
| 0258342 | Karsy Małe                                                                     | wieś                                                                           |                                                                                | 50°23′07″N 21°04′16″E/50,385278 21,071111                                      |
| 0259130 | Kąty                                                                           | część wsi                                                                      | Wójcza                                                                         | 50°23′32″N 20°59′01″E/50,392222 20,983611                                      |
| 0258394 | Kępa Lubawska                                                                  | wieś                                                                           |                                                                                | 50°19′27″N 21°02′57″E/50,324167 21,049167                                      |
| 0258833 | Kępa Szczucińska                                                               | część wsi                                                                      | Rataje Karskie                                                                 | 50°19′57″N 21°04′16″E/50,332500 21,071111                                      |
| 0258454 | Kiełmin                                                                        | część wsi                                                                      | Komorów                                                                        | 50°20′59″N 21°06′14″E/50,349722 21,103889                                      |
| 0257319 | Kliny                                                                          | część wsi                                                                      | Sroczków                                                                       | 50°25′03″N 21°03′44″E/50,417500 21,062222                                      |
| 0258201 | Kołowrocie                                                                     | część wsi                                                                      | Biechów                                                                        | 50°23′20″N 20°59′57″E/50,388889 20,999167                                      |
| 0258840 | Komora                                                                         | część wsi                                                                      | Rataje Karskie                                                                 | 50°20′07″N 21°04′07″E/50,335278 21,068611                                      |
| 0258448 | Komorów                                                                        | wieś                                                                           |                                                                                | 50°21′32″N 21°06′57″E/50,358889 21,115833                                      |
| 0258313 | Komorówek                                                                      | kolonia                                                                        | Grabowica                                                                      | 50°22′04″N 21°04′31″E/50,367778 21,075278                                      |
| 0258365 | Korsaków                                                                       | część wsi                                                                      | Karsy Małe                                                                     | 50°22′50″N 21°04′35″E/50,380556 21,076389                                      |
| 0258483 | Kółko Żabieckie                                                                | wieś                                                                           |                                                                                | 50°20′39″N 21°05′41″E/50,344167 21,094722                                      |
| 0259212 | Krzywda                                                                        | część wsi                                                                      | Zborówek                                                                       | 50°23′16″N 21°06′52″E/50,387778 21,114444                                      |
| 0258514 | Książnice                                                                      | wieś                                                                           |                                                                                | 50°23′43″N 21°04′38″E/50,395278 21,077222                                      |
| 0257101 | Kwasów                                                                         | wieś                                                                           |                                                                                | 50°25′25″N 21°01′56″E/50,423611 21,032222                                      |
| 0258780 | Leśne Drugie                                                                   | część wsi                                                                      | Podwale                                                                        | 50°20′35″N 20°58′43″E/50,343056 20,978611                                      |
| 0258796 | Leśne Pierwsze                                                                 | część wsi                                                                      | Podwale                                                                        | 50°20′48″N 20°59′30″E/50,346667 20,991667                                      |
| 0258804 | Leśne Trzecie                                                                  | część wsi                                                                      | Podwale                                                                        | 50°20′31″N 20°59′14″E/50,341944 20,987222                                      |
| 0258856 | Lisia Górka                                                                    | część wsi                                                                      | Rataje Karskie                                                                 | 50°21′01″N 21°03′12″E/50,350278 21,053333                                      |
| 0259270 | Lisia Górka                                                                    | część wsi                                                                      | Żabiec                                                                         | 50°20′57″N 21°03′49″E/50,349167 21,063611                                      |
| 0258968 | Miany                                                                          | część wsi                                                                      | Słupia                                                                         | 50°22′10″N 21°03′08″E/50,369444 21,052222                                      |
| 0258260 | Mogrołki                                                                       | część wsi                                                                      | Biskupice                                                                      | 50°23′45″N 21°07′13″E/50,395833 21,120278                                      |
| 0259287 | Muchówka                                                                       | część wsi                                                                      | Żabiec                                                                         | 50°21′44″N 21°04′32″E/50,362222 21,075556                                      |
| 0258371 | Na Górze                                                                       | część wsi                                                                      | Karsy Małe                                                                     | 50°23′24″N 21°04′04″E/50,390000 21,067778                                      |
| 0259146 | Na Parceli                                                                     | część wsi                                                                      | Wójcza                                                                         | 50°23′57″N 20°58′57″E/50,399167 20,982500                                      |
| 0257325 | Naglówka                                                                       | część wsi                                                                      | Sroczków                                                                       | 50°24′59″N 21°04′52″E/50,416389 21,081111                                      |
| 0258550 | Niegosławice                                                                   | wieś                                                                           |                                                                                | 50°23′40″N 21°01′30″E/50,394444 21,025000                                      |
| 0258282 | Nowa Wieś                                                                      | część wsi                                                                      | Chrzanów                                                                       | 50°24′20″N 20°59′30″E/50,405556 20,991667                                      |
| 0259175 | Nowa Wieś                                                                      | część wsi                                                                      | Wójeczka                                                                       | 50°24′04″N 20°57′45″E/50,401111 20,962500                                      |
| 0257331 | Nowe Szczypie                                                                  | część wsi                                                                      | Sroczków                                                                       | 50°25′11″N 21°04′08″E/50,419722 21,068889                                      |
| 0258589 | Oblekoń                                                                        | wieś                                                                           |                                                                                | 50°19′49″N 21°00′37″E/50,330278 21,010278                                      |
| 0258632 | Osada Oblekońska                                                               | część wsi                                                                      | Oblekoń                                                                        | 50°19′28″N 20°59′43″E/50,324444 20,995278                                      |
| 0258649 | Otoka                                                                          | część wsi                                                                      | Oblekoń                                                                        | 50°19′22″N 21°00′04″E/50,322778 21,001111                                      |
| 0259235 | Piekło                                                                         | część wsi                                                                      | Zborówek                                                                       | 50°24′03″N 21°04′36″E/50,400833 21,076667                                      |
| 0259086 | Pod Jeziorem                                                                   | część wsi                                                                      | Wola Biechowska                                                                | 50°22′34″N 21°01′08″E/50,376111 21,018889                                      |
| 0258218 | Pod Olszyną                                                                    | część wsi                                                                      | Biechów                                                                        | 50°22′38″N 21°00′46″E/50,377222 21,012778                                      |
| 0258655 | Podchruście                                                                    | część wsi                                                                      | Oblekoń                                                                        | 50°19′34″N 21°01′54″E/50,326111 21,031667                                      |
| 0258974 | Podgórze                                                                       | część wsi                                                                      | Słupia                                                                         | 50°22′59″N 21°02′37″E/50,383056 21,043611                                      |
| 0258224 | Podkulczyce                                                                    | część wsi                                                                      | Biechów                                                                        | 50°22′49″N 20°59′40″E/50,380278 20,994444                                      |
| 0257348 | Podlasie                                                                       | część wsi                                                                      | Sroczków                                                                       | 50°24′32″N 21°04′40″E/50,408889 21,077778                                      |
| 0258661 | Podlesie                                                                       | część wsi                                                                      | Oblekoń                                                                        | 50°19′43″N 20°59′43″E/50,328611 20,995278                                      |
| 0258862 | Podlesie                                                                       | część wsi                                                                      | Rataje Karskie                                                                 | 50°20′23″N 21°01′41″E/50,339722 21,028056                                      |
| 0258922 | Podolszynie                                                                    | część wsi                                                                      | Rataje Słupskie                                                                | 50°19′24″N 21°03′45″E/50,323333 21,062500                                      |
| 0258879 | Podszkole                                                                      | część wsi                                                                      | Rataje Karskie                                                                 | 50°21′02″N 21°02′32″E/50,350556 21,042222                                      |
| 0258537 | Poduchowne                                                                     | część wsi                                                                      | Książnice                                                                      | 50°23′45″N 21°04′27″E/50,395833 21,074167                                      |
| 0258431 | Podwale                                                                        | część wsi                                                                      | Kępa Lubawska                                                                  | 50°19′12″N 21°02′32″E/50,320000 21,042222                                      |
| 0258767 | Podwale                                                                        | wieś                                                                           |                                                                                | 50°20′49″N 21°00′07″E/50,346944 21,001944                                      |
| 0258566 | Popelina                                                                       | część wsi                                                                      | Niegosławice                                                                   | 50°23′38″N 21°01′51″E/50,393889 21,030833                                      |
| 0258230 | Pólko                                                                          | część wsi                                                                      | Biechów                                                                        | 50°22′32″N 21°00′30″E/50,375556 21,008333                                      |
| 0258572 | Przy Błoniu                                                                    | część wsi                                                                      | Niegosławice                                                                   | 50°23′56″N 21°01′39″E/50,398889 21,027500                                      |
| 0258885 | Rataje                                                                         | część wsi                                                                      | Rataje Karskie                                                                 | 50°20′16″N 21°04′06″E/50,337778 21,068333                                      |
| 0258810 | Rataje Karskie                                                                 | wieś                                                                           |                                                                                | 50°20′19″N 21°03′43″E/50,338611 21,061944                                      |
| 0258891 | Rataje Słupskie                                                                | wieś                                                                           |                                                                                | 50°20′09″N 21°02′42″E/50,335833 21,045000                                      |
| 0258460 | Rzym                                                                           | część wsi                                                                      | Komorów                                                                        | 50°21′22″N 21°07′18″E/50,356111 21,121667                                      |
| 0258939 | Słupia                                                                         | wieś                                                                           |                                                                                | 50°22′59″N 21°02′24″E/50,383056 21,040000                                      |
| 0258980 | Słupia Wielka                                                                  | część wsi                                                                      | Słupia                                                                         | 50°22′59″N 21°02′16″E/50,383056 21,037778                                      |
| 0258678 | Smykały                                                                        | część wsi                                                                      | Oblekoń                                                                        | 50°20′09″N 21°00′20″E/50,335833 21,005556                                      |
| 0257302 | Sroczków                                                                       | wieś                                                                           |                                                                                | 50°25′13″N 21°03′55″E/50,420278 21,065278                                      |
| 0257354 | Sroczków Bankowy                                                               | część wsi                                                                      | Sroczków                                                                       | 50°24′48″N 21°04′05″E/50,413333 21,068056                                      |
| 0258299 | Stara Wieś                                                                     | część wsi                                                                      | Chrzanów                                                                       | 50°24′05″N 21°00′12″E/50,401389 21,003333                                      |
| 0259181 | Stara Wieś                                                                     | część wsi                                                                      | Wójeczka                                                                       | 50°24′01″N 20°57′59″E/50,400278 20,966389                                      |
| 0259241 | Stary Zborówek                                                                 | część wsi                                                                      | Zborówek                                                                       | 50°23′39″N 21°05′57″E/50,394167 21,099167                                      |
| 0257360 | Szumarka                                                                       | kolonia wsi                                                                    | Sroczków                                                                       | 50°25′21″N 21°02′56″E/50,422500 21,048889                                      |
| 0259005 | Trzebica                                                                       | wieś                                                                           |                                                                                | 50°20′09″N 20°58′14″E/50,335833 20,970556                                      |
| 0259011 | Trzebica Kapitulna                                                             | część wsi                                                                      | Trzebica                                                                       | 50°20′03″N 20°58′11″E/50,334167 20,969722                                      |
| 0259028 | Trzebica Mała                                                                  | część wsi                                                                      | Trzebica                                                                       | 50°19′15″N 20°58′42″E/50,320833 20,978333                                      |
| 0259034 | Trzebica Szlachecka                                                            | część wsi                                                                      | Trzebica                                                                       | 50°19′56″N 20°58′49″E/50,332222 20,980278                                      |
| 0258684 | Tur                                                                            | część wsi                                                                      | Oblekoń                                                                        | 50°19′29″N 20°58′51″E/50,324722 20,980833                                      |
| 0258997 | Ugory                                                                          | część wsi                                                                      | Słupia                                                                         | 50°21′56″N 21°02′11″E/50,365556 21,036389                                      |
| 0259347 | Ugory                                                                          | kolonia wsi                                                                    | Zołcza-Ugory                                                                   | 50°22′04″N 20°57′14″E/50,367778 20,953889                                      |
| 0258247 | Ukop                                                                           | przysiółek wsi                                                                 | Biechów                                                                        | 50°22′40″N 20°58′46″E/50,377778 20,979444                                      |
| 0258477 | Warszawa                                                                       | przysiółek wsi                                                                 | Komorów                                                                        | 50°21′36″N 21°08′04″E/50,360000 21,134444                                      |
| 0259040 | Wątrobówka                                                                     | część wsi                                                                      | Trzebica                                                                       | 50°20′26″N 20°57′55″E/50,340556 20,965278                                      |
| 0259057 | Weksler                                                                        | część wsi                                                                      | Trzebica                                                                       | 50°20′48″N 20°59′01″E/50,346667 20,983611                                      |
| 0258490 | Wermanówka                                                                     | część wsi                                                                      | Kółko Żabieckie                                                                | 50°20′30″N 21°04′42″E/50,341667 21,078333                                      |
| 0259063 | Wola Biechowska                                                                | wieś                                                                           |                                                                                | 50°22′48″N 21°00′56″E/50,380000 21,015556                                      |
| 0258690 | Wola Oblekońska                                                                | część wsi                                                                      | Oblekoń                                                                        | 50°19′49″N 20°59′20″E/50,330278 20,988889                                      |
| 0259293 | Wójcikówka                                                                     | część wsi                                                                      | Żabiec                                                                         | 50°21′38″N 21°03′09″E/50,360556 21,052500                                      |
| 0259123 | Wójcza                                                                         | wieś                                                                           |                                                                                | 50°23′35″N 20°58′42″E/50,393056 20,978333                                      |
| 0259169 | Wójeczka                                                                       | wieś                                                                           |                                                                                | 50°23′58″N 20°58′03″E/50,399444 20,967500                                      |
| 0257377 | Wólka                                                                          | część wsi                                                                      | Sroczków                                                                       | 50°25′49″N 21°04′10″E/50,430278 21,069444                                      |
| 0259301 | Za Trzosem                                                                     | część wsi                                                                      | Żabiec                                                                         | 50°21′49″N 21°03′26″E/50,363611 21,057222                                      |
| 0259258 | Za Wodą                                                                        | część wsi                                                                      | Zborówek Nowy                                                                  | 50°24′19″N 21°05′16″E/50,405278 21,087778                                      |
| 0258709 | Zadworze                                                                       | część wsi                                                                      | Oblekoń                                                                        | 50°19′32″N 21°00′51″E/50,325556 21,014167                                      |
| 0259318 | Zajezioro                                                                      | część wsi                                                                      | Żabiec                                                                         | 50°21′14″N 21°04′33″E/50,353889 21,075833                                      |
| 0258388 | Zakobyle                                                                       | część wsi                                                                      | Karsy Małe                                                                     | 50°22′47″N 21°05′09″E/50,379722 21,085833                                      |
| 0258543 | Zakobyle                                                                       | część wsi                                                                      | Książnice                                                                      | 50°22′41″N 21°05′29″E/50,378056 21,091389                                      |
| 0259152 | Zarzecze                                                                       | część wsi                                                                      | Wójcza                                                                         | 50°23′39″N 20°58′48″E/50,394167 20,980000                                      |
| 0259198 | Zborówek                                                                       | wieś                                                                           |                                                                                | 50°23′41″N 21°06′08″E/50,394722 21,102222                                      |
| 0259229 | Zborówek Nowy                                                                  | wieś                                                                           |                                                                                | 50°24′16″N 21°05′23″E/50,404444 21,089722                                      |
| 0259324 | Zołcza-Ugory                                                                   | wieś                                                                           |                                                                                | 50°22′03″N 20°58′15″E/50,367500 20,970833                                      |
| 0258508 | Żabiec                                                                         | część wsi                                                                      | Kółko Żabieckie                                                                | 50°21′06″N 21°03′54″E/50,351667 21,065000                                      |
| 0259264 | Żabiec                                                                         | wieś                                                                           |                                                                                | 50°21′06″N 21°03′54″E/50,351667 21,065000                                      |
| Źródła: Wykaz urzędowych nazw miejscowości i ich części (xls),Dz.U. z 2013 r. poz. 200 oraz Dz.U. z 2015 r. poz. 1636, Zbiory danych państwowego rejestru nazw geograficznych -2025-06-15 |                                                                                |                                                                                |                                                                                |                                                                                |

## Demografia

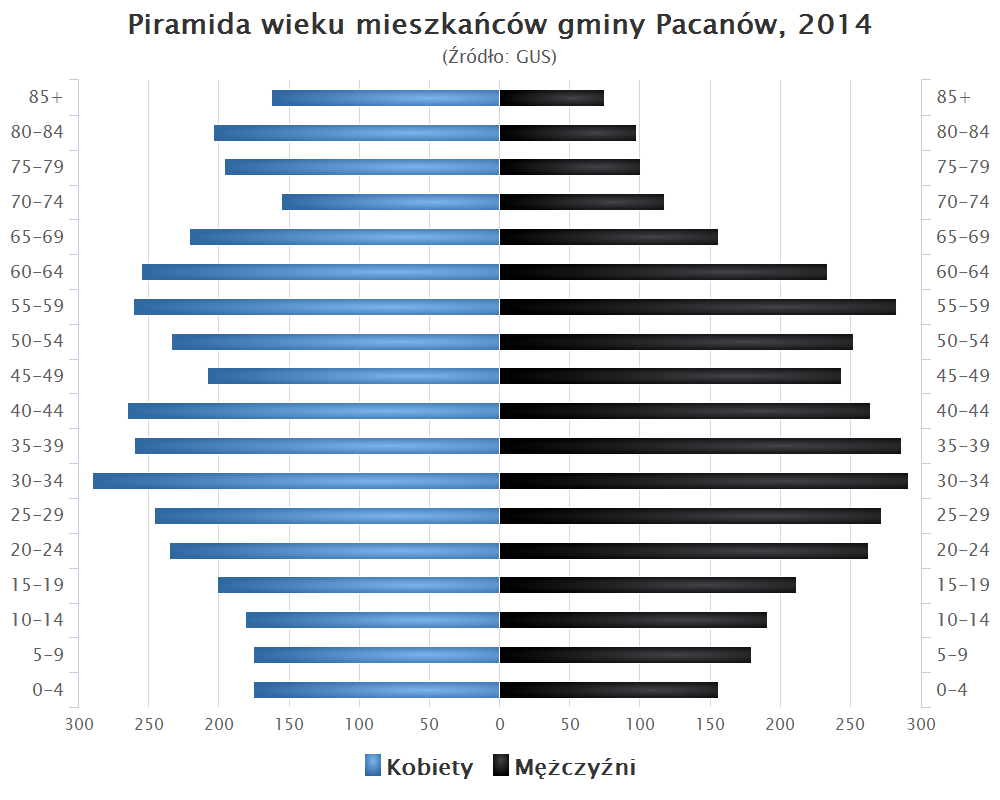
Piramida wieku mieszkańców gminy Pacanów w 2014 roku

Dane z 31 grudnia 2010:
| Opis      | Ogółem | Ogółem | Kobiety | Kobiety | Mężczyźni | Mężczyźni |
| --------- | ------ | ------ | ------- | ------- | --------- | --------- |
| jednostka | osób   | %      | osób    | %       | osób      | %         |
| populacja | 7007   | 100    | 3968    | 51,5    | 3739      | 48,5      |

## Budżet
Rysunek 1.1 Dochody ogółem w Gminie Pacanów w latach 1995-2010 (w zł)
| WYSZCZEGÓLNIENIE               | J. m. | ROK         | ROK         | ROK         | ROK          | ROK         | ROK          | ROK         | ROK          | ROK          | ROK          | ROK          | ROK           | ROK           | ROK           | ROK           | ROK           |
| WYSZCZEGÓLNIENIE               | J. m. | 1995        | 1996        | 1997        | 1998         | 1999        | 2000         | 2001        | 2002         | 2003         | 2004         | 2005         | 2006          | 2007          | 2008          | 2009          | 2010          |
| ------------------------------ | ----- | ----------- | ----------- | ----------- | ------------ | ----------- | ------------ | ----------- | ------------ | ------------ | ------------ | ------------ | ------------- | ------------- | ------------- | ------------- | ------------- |
| Dochody ogółem                 | zł    | 2 095 927,- | 4 300 020,- | 9 574 878,- | 10 678 359,- | 8 886 659,- | 8 613 778,-  | 8 576 922,- | 9 627 696,-  | 10 087 661,- | 10 303 163,- | 12 343 833,- | 14 965 774,78 | 14 455 989,11 | 21 124 087,55 | 20 007 248,65 | 24 416 484,12 |
| ZNAK                           | ±     | +           | –           | –           | +            | +           | +            | –           | +            | +            | +            | –            | –             | –             | +             | –             | +             |
| Deficyt/nadwyżka budżetowy(-a) | zł    | 45 517,-    | 24 175,-    | 316 324,-   | 193 740,-    | 656 410,-   | 1 723 332,-  | 38 183,-    | 1 259 918,-  | 22 706,-     | 187 120,-    | 493 102,-    | 829 982,86    | 811 000,15    | 2 473 453,99  | 619 491,51    | 4 135 675,92  |
| ZNAK                           | Σ     | =           | =           | =           | =            | =           | =            | =           | =            | =            | =            | =            | =             | =             | =             | =             | =             |
| Wydatki ogółem                 | zł    | 2 141 444,- | 4 275 845,- | 9 258 554,- | 10 872 099,- | 9 543 069,- | 10 337 110,- | 8 538 739,- | 10 887 614,- | 10 110 367,- | 10 490 283,- | 11 850 731,- | 14 135 791,92 | 13 644 988,96 | 23 597 541,54 | 19 387 757,14 | 28 552 160,04 |

Rysunek 1.2 Wydatki ogółem w Gminie Pacanów w latach 1995-2010 (w zł)

Biechów, Biskupice, Chrzanów, Grabowica, Karsy Dolne, Karsy Duże, Karsy Małe, Kępa Lubawska, Komorów, Kółko Żabieckie, Książnice, Kwasów, Niegosławice, Oblekoń, Podwale, Rataje Karskie, Rataje Słupskie, Słupia, Sroczków, Trzebica, Wola Biechowska, Wójcza, Wójeczka, Zborówek, Zborówek Nowy, Zołcza-Ugory, Żabiec

## Zabytki
- Bazylika św. Marcina w Pacanowie. W zrębie dzisiejszego kościoła zachowane są fragmenty murów kościoła wczesnogotyckiego. Od strony południowej znajduje się późnorenesansowa kaplica Pana Jezusa z barokowym ołtarzem. Kościół jest Sanktuarium Jezusa Konającego.
- Kościół św. Idziego i św. Mikołaja w Zborówku (XV w.), jedna z najstarszych, drewnianych świątyń w Polsce. Wyposażenie wnętrza, różne stylowo, ma niezwykle cenne elementy. Należy do nich ołtarz główny będący częścią późno-gotyckiego tryptyku z około 1500 r.
- pałac Radziwiłłów w Słupi,
- dwór w Karsach Małych

## Ludzie związani z Pacanowem
- Michał z Pacanowa (ur. ok. 1490), ksiądz
- Marek z Pacanowa (ur. ok. 1489), ksiądz
- Wawrzyniec z Pacanowa (zm. 1565), zakonnik
- Feliks Paweł Jarocki (ur. 1790), profesor zoologii
- Władysław Leopold Jaworski (ur. 1865), prawnik polski, polityk konserwatywny, profesor UJ, członek PAU.
- Prof. dr hab. med. Edward Bryk (ur. 1923), lekarz
- Profesor Stanisław Wróbel (1924-2003)
- Profesor Stanisław Pytko (ur. 1929), trybolog
- Prof. dr hab. med. Artur Gałązka (ur. 1933)
- Prof. dr hab. Henryk Chojnacki (ur. 1934)
- Prof. dr hab. inż. Stanisława Dalczyńska – Jonas (ur. 1944)
- Profesor Marek Dziekan (ur. 1965)
- Jan Woś, piłkarz pierwszoligowej Odry Wodzisław

## Charakterystyka gospodarcza
Gmina ma charakter typowo rolniczy. Na urodzajnych glebach, na skalę przemysłową uprawia się warzywa, rośliny okopowe, zboża. 450 ha zajmują stawy hodowlane. Zarejestrowanych jest 135 podmiotów gospodarczych. Liczba bezrobotnych – 347 osób.

## Infrastruktura
Infrastruktura techniczna gminy ulega systematycznej poprawie. 9 sołectw korzysta z gazu przewodowego. Prawie cała gmina ma wodociąg. W budowie jest ostatni wodociąg we wsi Sroczków. Działa automatyczna centrala telefoniczna. OSP – 11 jednostek.
Opieka medycznaOśrodek Zdrowia w Pacanowie.
SzkolnictwoDziała 5 szkół podstawowych i 2 gimnazja.
Kultura, sport, turystykaFunkcjonują: Europejskie Centrum Bajki im. Koziołka Matołka i biblioteka publiczna. Od ponad 20 lat istnieje zespół folklorystyczny „Pacanowianie”. Z inicjatywy Samorządu miejscowości ukazuje się miesięcznik „Z życia gminy”.
Baza noclegowo-gastronomicznaRestauracja „Koziołek”, ul. Biechowska 1
Restauracja „Bajkowa”, ul. Szkolna 23
Instytucje pozarządoweNa terenie gminy mają siedziby: Stowarzyszenie Miłośników Gminy Pacanów, Stowarzyszenie Prywatnych Przedsiębiorców Gminy Pacanów, Stowarzyszenie „Zorza – Tempo” Pacanów, Fundacja „Bajkowy Pacanów”, Stowarzyszenie „Gospodarna Wieś Kwasów”, Stowarzyszenie „Era Młodych”, Stowarzyszenie „G5”, Fundacja Wspólnota Wielopokoleniowa.

## Sołectwa
Biechów, Biskupice, Chrzanów, Grabowica, Karsy Dolne, Karsy Duże, Karsy Małe, Kępa Lubawska, Komorów, Kółko Żabieckie, Książnice, Kwasów, Niegosławice, Oblekoń, Pacanów, Podwale, Rataje Karskie, Rataje Słupskie, Słupia, Sroczków, Trzebica, Wola Biechowska, Wójcza, Wójeczka, Zborówek, Zborówek Nowy, Zołcza-Ugory, Żabiec.

## Sąsiednie gminy
Łubnice, Mędrzechów, Nowy Korczyn, Oleśnica, Solec-Zdrój, Stopnica, Szczucin